# Vera Fischer

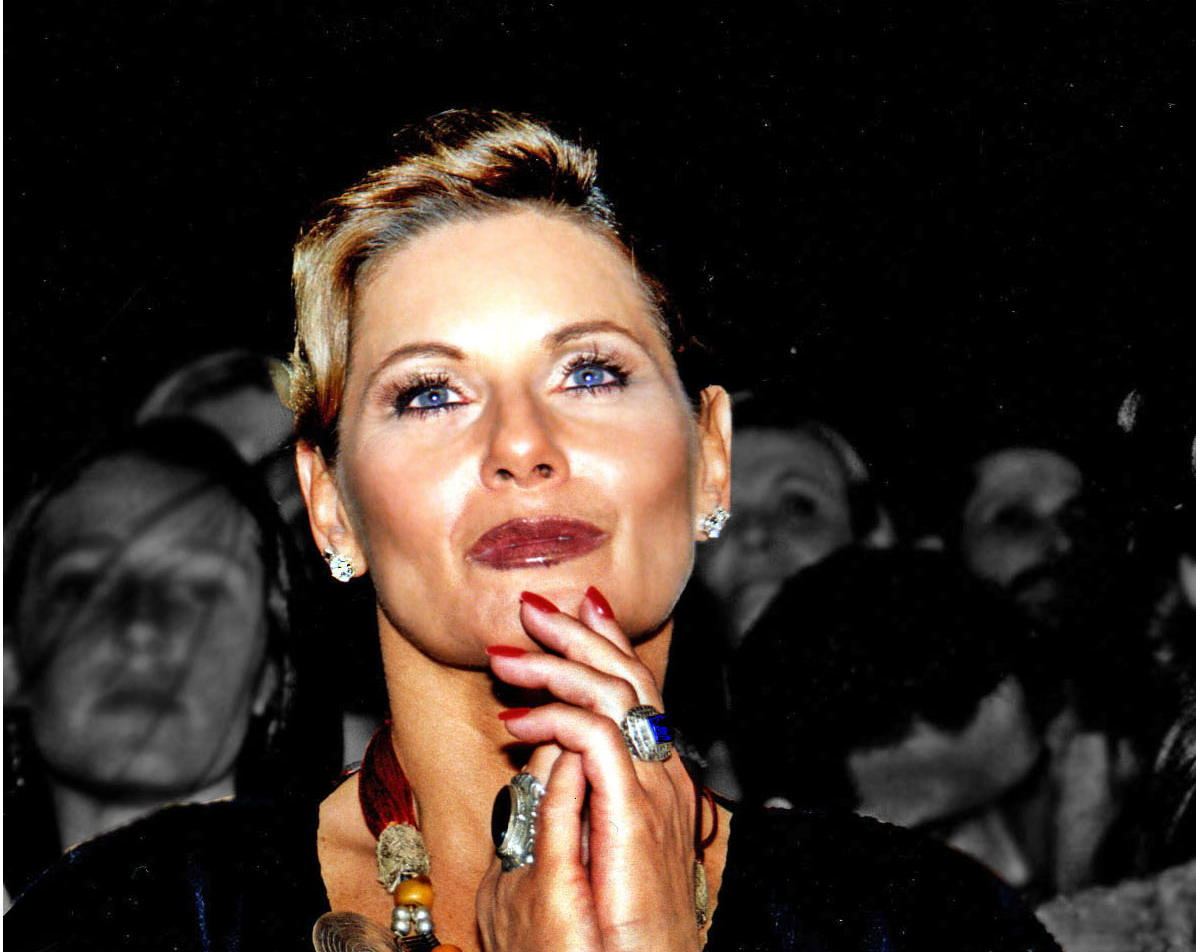
Vera Fischer

Vera Lúcia Fischer (n. 27 noiembrie 1951) este o actriță braziliană.
Una dintre cele mai faimoase actrițe ale țării, Vera fost Miss Brazilia în 1969, un titlu care i-a dat o importanță națională.

## Filmografie

### Televiziune
- 1977 - Espelho Mágico.... Diana Queiróz (Débora)
- 1978 - Sinal de Alerta.... Sulamita Montenegro
- 1979 - Giganți.... Helena
- 1980 - Coração Alado.... Vívian
- 1981 - Brilhante.... Luiza Sampaio
- 1987 - Mandala.... Jocasta Silveira
- 1990 - Riacho Doce .... Eduarda
- 1990 - Desejo .... Ana de Assis
- 1992 - Perigosas Peruas.... Cidinha
- 1993 - Agosto .... Alice
- 1994 - Pátria Minha.... Lídia Laport
- 1996 - Războiul pasiunilor.... Nena Mezenga
- 1998 - Você Decide.... Annie (ep: Amor e Traição)
- 1998 - Pecado Capital.... Laura
- 2000 - Legături de familie.... Helena Lacerda
- 2001 - Clona.... Yvete Simas Ferraz
- 2003 - Agora É que São Elas.... Antônia
- 2004 - Stăpâna destinului.... Vera Robinson
- 2005 - América.... Úrsula
- 2007 - Amazonia.... Lola
- 2007 - Duas Caras.... Dolores
- 2008 - Casos e Acasos.... Vera
- 2009 - India - Chiara
- 2010 - Afinal, o Que Querem as Mulheres?.... Celeste
- 2011 - Insensato Coração - Catarina Diniz[4]
- 2012 - Salve Jorge - Irina